# Nitya Vejjavisit
Nitya Vejjavisit war ein thailändischer Chirurg.
Er war Generaldirektor des staatlichen Gesundheitswesens des Königreichs Thailand.

## Ehrungen
- 1955: Großes Verdienstkreuz mit Stern und Schulterband der Bundesrepublik Deutschland[2]
- 1955: Großoffizier des Verdienstordens der Italienischen Republik
- 1955: Großoffizier des Orden von Oranien-Nassau von die Niederlände[3]